# Centaurea sintenisiana
Centaurea sintenisiana là một loài thực vật có hoa trong họ Cúc. Loài này được Gand. mô tả khoa học đầu tiên năm 1918.